# 城堡柱廊
城堡柱廊（捷克語：Zámecká kolonáda）是捷克卡罗维发利的五座水疗柱廊之一。

## 历史
柱廊的建造与1769年发现的城堡温泉（Zámecký pramen）有关。1797年，在温泉上建起第一个凉亭。1830年，建筑师约瑟夫·埃施重建柱廊，添加八根托斯卡纳圆柱和一根小木柱。 1845年，该市拆除了阻碍柱廊发展的房屋，计划进一步扩大建筑面积和公园。1849年，凉亭拆除，取而代之的是一座较大的新建筑。到19世纪末，柱廊已经腐朽，因此在1911-1913年，代之以建筑师弗里德里希·奥曼（Friedrich Ohmann）的新艺术主义建筑。

## 现状
在2000至2001年间，建筑师亚历山大·米科拉什（Alexandr Mikoláš）重建了破旧的柱廊。